# Substilbula bidentata
Substilbula bidentata är en stekelart som först beskrevs av Girault 1913.  Substilbula bidentata ingår i släktet Substilbula och familjen Eucharitidae. Inga underarter finns listade i Catalogue of Life.